# Yishay Garbasz
Yishay Garbasz (geboren 1970 in Israel) ist eine britisch-israelische Künstlerin, die in den Bereichen Fotografie, Installation und Performance tätig ist. Ihre Arbeit befasst sich mit autobiographischen Themen wie der Holocaust-Vergangenheit in ihrer Familie und ihrer Identität als Transgender-Künstlerin. Garbasz engagiert sich politisch für mehr Sichtbarkeit von (Trans-)Frauen in der Kunstwelt und versteht sich als Feministin. Im Sammelband „Great Women Artists“ wurde sie als eine der 400 wichtigsten weiblichen Künstlerinnen der letzten 500 Jahre vorgestellt.

## Leben
Yishay Garbasz wuchs als Kind einer Holocaust-Überlebenden in Herzlia auf. Garbaszs Mutter Salla kam 1929 in Berlin zur Welt, floh 1933 mit der Familie nach Holland und wurde 1942, mit 14 Jahren, ins Durchgangslager Westerbork und danach in das KZ Theresienstadt deportiert. Über Auschwitz-Birkenau kam sie nach Christianstadt und von dort im April 1945 mit einem der berüchtigten Todesmärsche ins Lager Bergen-Belsen, wo sie von den Briten befreit wurde. Der Vater war in Polen geboren worden und konnte als 14-Jähriger dem Holocaust entkommen, indem er nach Australien emigrierte. Yishay Garbasz sagte später, die Vergangenheit ihrer Mutter habe sie stark geprägt, obwohl nie darüber gesprochen wurde, und bei ihr eine posttraumatische Belastungsstörung ausgelöst. Als Erwachsene bearbeitete sie die Störung und die Nachwirkungen der als schwierig geschilderten Beziehung zur Mutter mit dem Kunstprojekt In my Mother's Footsteps. Nach ihrer Armeezeit in Israel studierte Garbasz von 2000 bis 2004 Fotografie bei Stephen Shore am Bard College im Staat New York, USA. Garbasz lebt und arbeitet seit 2008 hauptsächlich in Berlin.

## Werk (Auswahl)

### In my Mother's Footsteps(2004–2009)
In dem umfangreichen Fotoprojekt In my Mother's Footsteps befasste Garbasz sich intensiv mit den Erlebnissen ihrer Mutter während des Holocausts. Ausgestattet mit einer sperrigen Großkamera besuchte die Künstlerin jeden einzelnen Ort, an dem die Mutter damals gezwungenermaßen leben musste. Große Teile ihrer Reise legte Garbasz zu Fuß zurück, um den Weg der Mutter und die damit verbundenen Strapazen besser nachvollziehen zu können. Die schwere Großbildkamera und die für die heutige Zeit ungewöhnliche Art unter einem schwarzen Tuch zu fotografieren, zwangen Garbasz dazu, viel Zeit an den jeweiligen Orten zu verbringen und sich so auch emotional den Schauplätzen anzunähern. Die Ergebnisse ihrer Arbeit zeigte Garbasz ihrer Mutter, die kurz danach verstarb. Aus dem Fotoprojekt, das als Ausstellung in Tokio (Wonder Site und Wako Works of Art, 2009) und in den USA (Northwood University International Creativity Conference April 2010) gezeigt wurde, entstand 2009 auch ein Buch mit dem gleichen Titel. Das Buch war für den Deutschen Fotobuchpreis 2009 nominiert.

### Becoming(2008–2010)
In ihrem Zoetrop-Projekt Becoming beschäftigte Garbasz sich mit ihrem Körper und dessen Veränderungen ein Jahr vor und ein Jahr nach ihrer geschlechtsangleichenden Operation. Während des Arbeitszeitraums machte sie jedes Wochenende ein Foto von ihrem nackten, sich verändernden Körper. 32 der 1886 entstandenen Fotos wurden in einer etwa menschengroßen, massiven Wundertrommel (Zoetrop) präsentiert, die bei der Busan Biennale 2010 ausgestellt wurde. Außerdem entstand ein dazugehöriges Daumenkino-Buch, das 2010 vom Mark Batty Publisher-Verlag veröffentlicht wurde. Die Zeitschrift Vogue beschrieb dieses Werk unter dem Titel „5 Female Artists From Around the World Who Celebrate Women in Their Work“.

### The Number Project
Auch in The Number Project ging es um eine künstlerische Dokumentation körperlicher Veränderungen. Garbasz brannte sich die KZ-Nummer „A 2867“ in den Arm, die ihre Mutter im Konzentrationslager Auschwitz tätowiert bekommen und später chirurgisch entfernen lassen hatte. Danach fotografierte Garbasz einen Monat lang immer wieder die Veränderungen der Wunde und das allmähliche Verblassen des Brandmals.

### Eat me Damien
Eat me Damien ist eine humoreske Provokation des Kunstbetriebs und des Kommerzes: Garbasz legte ihre während der Operation entfernten Hoden in einem Aquarium in Formaldehyd ein – eine Reminiszenz an den ebenfalls so eingelegten Hai des britischen Künstlers Damien Hirst. Garbasz bezeichnete dieses Werk als Kritik an diesem „jerky male art thing“, einem businessorientierten ausbeuterischen Kunstbegriff. Das Objekt wurde bei der Miami Art Fair ausgestellt.

### Ritual and Reality
In Ritual and Reality erkundete Garbasz das Trauma nach der Nuklearkatastrophe im japanischen Fukushima. Von ihrer dreiwöchigen Reise durch das Sperrgebiet im Jahre 2013 brachte sie Farbfotos, Videos und einen selbst erstellten Audio-Guide mit. Die Ergebnisse wurden 2014 in der Feldman Gallery in New York gezeigt.
Ein Kritiker der New York Times lobte in seinem Bericht explizit den Audio-Guide: „Her engaging, meditative voice sounds a lot like Werner Herzog’s, and what she says is profoundly sobering.“ (deutsch: „Ihre einnehmende, meditative Stimme klingt wie die von Werner Herzog, und was sie sagt ist grundlegend ernüchternd.“)

## Ausstellungen

### Einzelausstellungen
- 2014: Ronald Feldman Fine Art, NYC, Ritual & Reality
- 2013:  Kniznick Gallery at the Women’s Studies Research Center (WSRC) at Brandeis University. Coming Home, Pictures of Jewish women
- 2010: Northwood University International Creativity Conference
- 2009: Tokyo Wonder Site, In My Mothers Footsteps
- 2009: Wako Works of Art (Tokyo), In My Mothers Footsteps
- 2008: Chaing Mai museum of art, Thailand In My Mothers Footsteps
- 2007: Jia-dong, Taiwan: In The Same House: Where a family lived for four or more generations (Dauerausstellung)
- 2007: Meinong Hakka Museum, Taiwan: In The Same House: Where a family lived for four or more generations
- 2006–2007: Cicero political gallery, Berlin: The Fence (Foto-Ausstellung)
- 2005: Norderlicht Fotofestival, Groningen, Holland: In My Mothers Footsteps
- 2004: Breltsman Campus Center, Bard College, NY: Israel in More Than One Dimension
- 2004: Woods Studio, Bard College, NY: Being Seen

### Gruppenausstellungen (Auswahl)
- 2012: Ronald Feldman Fine Arts, New York, NY, Have We Met Before
- 2010: Busan Biennale, Südkorea: In My Mother’s Footsteps, Becoming
- 2010: Ronald Feldman Fine Art, NYC: Resurrectine
- 2010: Wako Works of Art, Tokio: Print & Bound
- 2007: Kio-A-Thau, Taiwan: In The Same House: Where a family lived for four or more generations
- 2007: Bangkok, Thailand: Being Seen
- 2004: Hillel Foundation, Washington, DC: Israel in More Than One Dimension

## Veröffentlichungen
- In My Mother's Footsteps. Text(e) von Yishay Garbasz und Jeffrey Shandler, 2009, Cantz-Verlag, ISBN 978-3-7757-2398-5
- Becoming. Mark Batty Publisher, 2010.